# Aiterhofen
Aiterhofen là một đô thị ở huyện Straubing-Bogen bang Bayern, Đức.
It is located about 5 km về phía đông nam của Straubing ở Gäuboden.